# سولفوریک اسید اولئوم

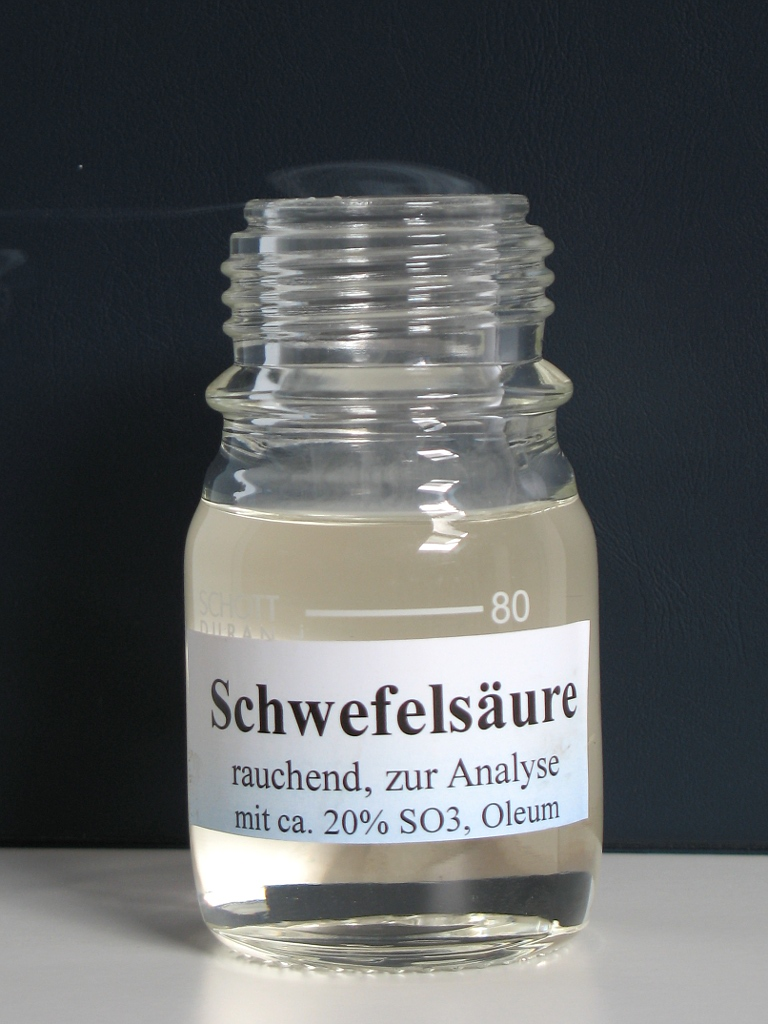
سولفوریک اسید اولئوم در فضای باز

سولفوریک اسید اولئوم (در لاتین، به معنای روغن) یا همان اسید سولفوریک دود کننده (Fuming acid)، اصطلاحی است که به محلول سولفور تری‌اکسید در سولفوریک اسید گفته می‌شود که بعضاً دی‌سولفوریک اسید (معروف به پیروسولفوریک اسید) نیز نامیده می‌شود.
فرمول بسته اولئوم را می‌توان به صورت y SO3·H2O نمایش داد که در آن y، جرم مجموع گوگرد تری‌اکسید (SO3) است. مقدار عددی y می‌تواند متغیر باشد که این موجب تولید اولئوم‌های مختلف می‌شود. روش دیگری برای بیان فرمول بسته اولئوم وجود دارد که طی آن از فرمول بسته x SO3·H2O برای نمایش اولئوم بهره برده می‌شود. در این فرمول x، به عنوان مقدار مولی گوگرد تری‌اکسید آزاد تعریف می‌شود. به‌طور معمول اولئوم بر اساس مقدار گوگرد تری‌اکسید آزاد موجود ارزیابی می‌شوند که بر همین اساس می‌توان نوع اولئوم مورد نظر را بر اساس درصدی از قدرت سولفوریک اسید بیان کرد. در این مقیاس قدرت سولفوریک اسید معادل ۱۰۰٪ در نظر گرفته شده و قدرت اولئوم بیش از ۱۰۰٪ می‌باشد. به عنوان مثال، اولئوم ۱۰٪ را می‌توان به صورت H2SO4·0.13611 SO3 ،1.13611 SO3·H 2O یا سولفوریک اسید ۱۰۲/۲۵٪ نمایش داد. رابطه تبدیل درصد اسید و درصد اولئوم به صورت زیر است:
درصد اسید = ۱۰۰ + (۱۸/۸×درصد اولئوم)

## تولید
اولئوم در فرایند معروفی به نام فرایند تماس تولید می‌شود، جایی که گوگرد به تری‌اکسید گوگرد اکسید شده و در ادامه در سولفوریک اسید غلیظ حل می‌شود. خود سولفوریک اسید با رقیق شدن مقداری از اولئوم بازتولید می‌شود.

## کاربردها

### تولید سولفوریک اسید
اولئوم به دلیل داشتن آنتالپی بالای آب‌پوشی، یک ماده واسطه مهم در ساخت سولفوریک اسید است. هنگامی که گوگرد تری‌اکسید به آب اضافه می‌شود، به جای حل شدن، تمایل به تشکیل ذرات غبار مانند و ریز سولفوریک اسید دارد، که مهار آنها دشوار است. با این حال، گوگرد تری‌اکسید به سولفوریک اسید غلیظ، به آسانی حل می‌شود و باعث تشکیل اولئوم می‌شود که خود می‌تواند با آب رقیق شود تا اسید سولفوریک بیش‌تری تولید شود.

### سولفون دار کردن بنزن
از اولئوم غلیظ برای اتصال گروه عاملی سولفون به حلقه های اروماتیک و بنزن میتوان استفاده کرد 
در ضمن این واکنش تعادلی بوده و با اولئوم رقیق برگشت پذیر است

## واکنش‌ها
مانند سولفوریک اسید غلیظ، اولئوم نیز یک ماده جاذب رطوبت قوی محسوب می‌شود که اگر بر روی پودر گلوکز یا تقریباً هر نوع قند دیگر ریخته شود، در یک واکنش گرمازا موجب خارج شدن مولکول‌های آب را از ترکیب قند می‌شود و باقیمانده کربنی و تقریباً خالص به جا می‌گذارد.